# Stadnitsa
Stadnitsa - Стадница (rus) - és un poble (un khútor) de l'óblast de Bélgorod, a Rússia. El 2021 tenia 62 habitants. Pertany al districte (raion) de Rakítnoie.